# ياسوهيرو ناغاهاشي
ياسوهيرو ناغاهاشي (باليابانية: 長橋 康弘) (2 أغسطس 1975 في فوجي في اليابان – )؛ هو لاعب كرة قدم ياباني سابق كان يلعب كلاعب وسط.

## وصلات خارجية
- ياسوهيرو ناغاهاشي على موقع رابطة كرة القدم اليابانية للمحترفين (اليابانية)
- ياسوهيرو ناغاهاشي على موقع قاعدة بيانات كرة القدم.إي يو (الإنجليزية)
- ياسوهيرو ناغاهاشي على موقع عالم كرة القدم.نت (الإنجليزية)